# گرایمرات (تریر-زاربورگ)
گرایمرات (به آلمانی: Greimerath) یک شهر در آلمان است که در تریر-زاربورگ واقع شده‌است. گرایمرات ۱٬۰۶۷ نفر جمعیت دارد.